# Långviken

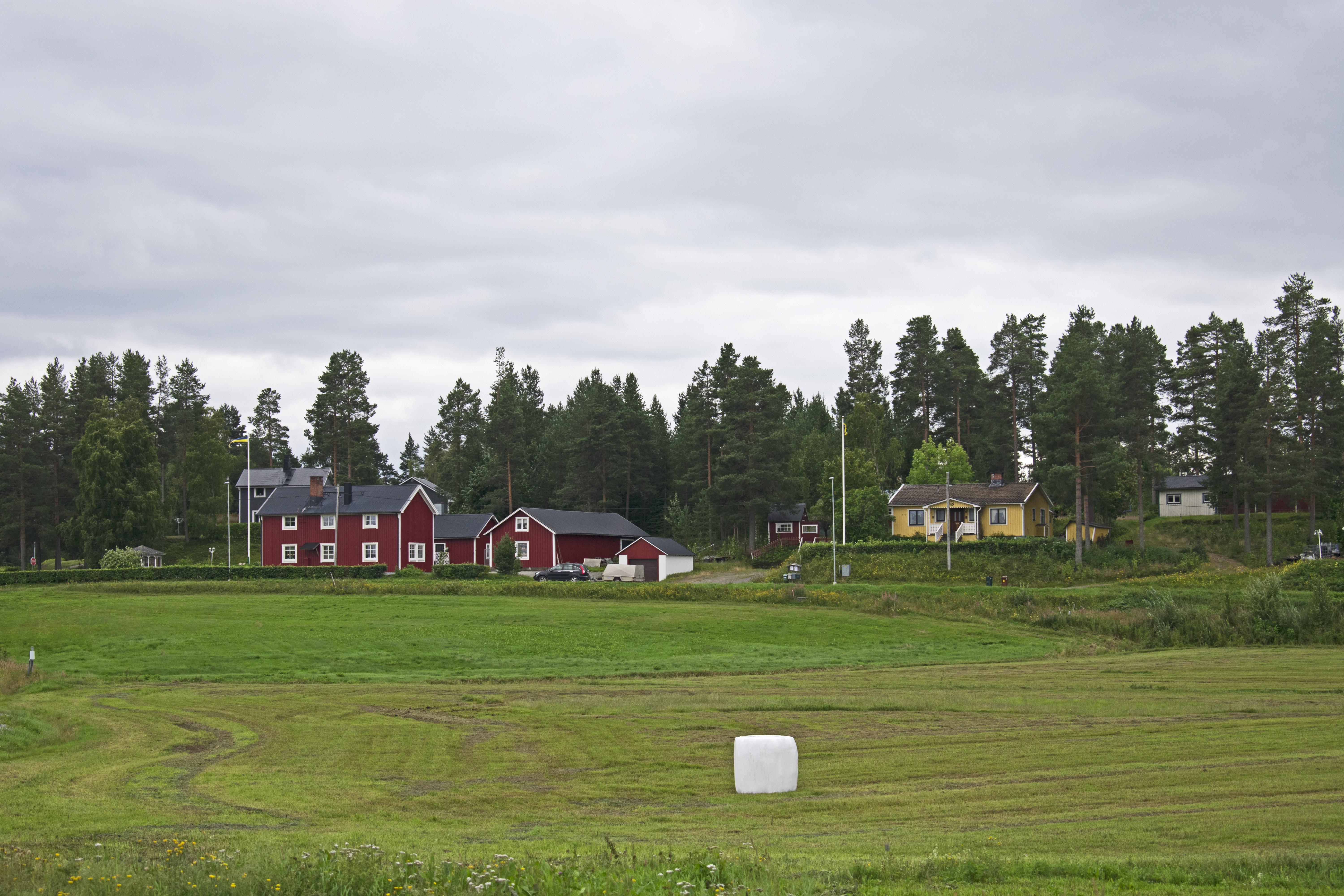
Långviken aus Länsväg 364 gesehen

Långviken ist ein Ort (småort) in der nordschwedischen Provinz Västerbottens län und der historischen Provinz (landskap) Västerbotten.
Der 2015 96 Einwohner zählende Ort erstreckt sich entlang dem Länsväg 364 in der Gemeinde Skellefteå.